# Lordotus
Lordotus är ett släkte av tvåvingar. Lordotus ingår i familjen svävflugor.

## Dottertaxa tillLordotus, i alfabetisk ordning[1]
- Lordotus abdominalis
- Lordotus albidus
- Lordotus apicula
- Lordotus apiculus
- Lordotus arizonensis
- Lordotus arnaudi
- Lordotus bipartitus
- Lordotus bucerus
- Lordotus cingulatus
- Lordotus diplasus
- Lordotus diversus
- Lordotus divisus
- Lordotus ermae
- Lordotus gibbus
- Lordotus hurdi
- Lordotus junceus
- Lordotus lineatus
- Lordotus luteolus
- Lordotus lutescens
- Lordotus miscellus
- Lordotus nevadensis
- Lordotus perplexus
- Lordotus planus
- Lordotus puella
- Lordotus pulchrissimus
- Lordotus rufotibialis
- Lordotus schlingeri
- Lordotus sororculus
- Lordotus striatus
- Lordotus zona